# Unión Deportiva Icodense
La Unión Deportiva Icodense es un centenario club de fútbol de la ciudad de Icod de los Vinos (Santa Cruz de Tenerife), España. Fundado el 16 de marzo de 1912, es el equipo más antiguo de Tenerife y segundo de Canarias de categoría regional en actividad . Juega sus encuentros como local en el Estadio Municipal El Molino. El equipo milita actualmente en la Categoría Primera División Regional de Tenerife.(Primera Categoría Interinsular)

## Historia

### Fundación y primeros años U.D Icod (1912-1955)
La Unión Deportiva Icodense se fundó el 16 de marzo de 1912, con el nombre de Icod Sporting Club, bajo la Presidencia del Sr. Pérez, formando la Junta directiva los Sres. Borges, Arencibia, Ramos, Hernández, Mesa, Díaz, Puerta y Borges. Es el equipo más antiguo de Tenerife y segundo de Canarias de categoría regional en actividad. A lo largo de su historia, cambió de nombre en varias ocasiones. En la década de 1920-1930 pasa a denominarse Icod F.C., nombre que mantendría hasta el año 1930. A principios de los años 30, vuelve a modificar el nombre por el que se le conocía en los años veinte, pasando a denominarse C.D. Icod. Con este nombre permanece durante unos pocos años. En el año 1933 vuelve a modificar su nombre por el Sporting Club Icod, que mantendría hasta el año 1941, año en el que vuelve a adoptar el de C.D. Icod. 
En los primeros años de la década de 1940, comienza a participar en las competiciones organizadas por la Federación tinerfeña de Fútbol, tanto en el grupo de la zona noroeste, como en la zona del Valle de La Orotava, competición que abandona por dificultades económicas. 
En el año 1945, después de dos años de inactividad, se reorganiza con el nombre de U.D. Icodense. Durante varios años participa con este nombre en la Segunda Regional Grupo Segunda Zona Norte, hasta que en el año 1951, la Junta Directiva presidida por D. Ezequiel Borges Rodríguez, decide fusionarse con los otros dos equipos existentes en la localidad, la U.D. Granaderas y el C.D. Centinela, debido a problemas económicos y, sobre todo, a la constante emigración de muchos de los jugadores de los tres equipos, pasando a denominarse entonces U.D. Icod, manteniendo este nombre hasta 1955.

### Refundación del equipo y época en primera categoría (1956-1980)
A partir de 1956 se reorganiza con el nombre de U.D. Icodense, aunque el equipo no competiría durante 3 temporadas. Con este nombre permanece hasta nuestros días. El Icodense empezaría a competir entonces en la temporada 1958/59, siendo campeones de la Segunda Categoría de la Segunda Zona Norte y de Tenerife en la temporada 1961-1962, ascendiendo a la Primera Categoría. Durante estos años habría etapas en Primera Categoría disputando la Liguilla Inter-regional en 1964, competición que también disputó en 1971. También pasaría etapas en Segunda Categoría, volviendo a conseguir el Campeonato de Segunda Categoría Grupo Norte en 1968. Años más tarde, en la temporada 1976/77, volvería a quedar Campeón de Segunda Categoría del Grupo Norte, de Tenerife y de Canarias, además de subcampeón  de la Copa Federación de Segunda Categoría. Pocos años después, quedó Campeón de la Copa Federación de 2ª Categoría Regional (1979-80).

### Época Dorada y Ascenso a Tercera División  (1980-2000)
A comienzos de los años ochenta se proclamó Campeón de la Copa Heliodoro Rodríguez López (1980-81),  en su primera participación en una final de ese torneo, ascendiendo esa temporada a Categoría Preferente por primera vez.
En la temporada 1982/83 quedaría campeón de la Categoría Preferente , logrando su primer ascenso a Tercera División Nacional, quedando, además, Subcampeón de la Copa Heliodoro Rodríguez López. El equipo debutó en Tercera División Nacional en la temporada 1983/84, logrando una meritoria sexta posición, categoría en la cual se mantuvo hasta la temporada 1989-1990 de manera ininterrumpida.  Esa sexta posición ha sido la mejor posición en todas sus participaciones en Categoría Nacional. En la temporada 1984/85, participó en la Copa del Rey, siendo la única vez que  actuó en ese torneo copero.
Al final de la temporada 1989/90 descendería de categoría tras siete temporadas en Tercera División. Sin embargo a la siguiente temporada 1990/91, quedaría campeón de la Categoría Interinsular Preferente de Tenerife por segunda vez,  volviendo a la categoría nacional a la temporada siguiente. Su temporada de retorno no fue buena y descendería por segunda vez en tres temporadas de categoría. En la temporada 1992/93  conseguirá  nuevamente el ascenso a  Tercera División por decisión federativa, al quedar en tercera posición de la Categoría Preferente.  Esta etapa duraría tres temporadas, en las que el club pasó muchas dificultades  para salvar la categoría en todas las campañas,  debido a la difícil situación económica que atravesó a mediados de los años 90, hasta que en la temporada 1995/96 consumaría su descenso a la Interinsular Preferente de Tenerife.
Aunque en la temporada 1997-98, el equipo jugó la Promoción de Ascenso a Tercera División, no logró el objetivo. Sin embargo, en la siguiente temporada consiguió  quedar Campeón de Categoría Preferente, por última vez hasta la fecha (1998-99) y, por consiguiente, el ascenso a Tercera división,  tras una gran temporada del equipo de la Ciudad del Drago. En la temporada 1999-00, el Icodense disputaría, hasta la fecha, su  última temporada en Tercera División, siendo una desastrosa temporada, descendiendo como penúltimo clasificado a casi 10 puntos de la salvación y dejando de nuevo una mala situación financiera para el equipo de Icod, debido al gran esfuerzo que se había hecho durante la temporada para salvar la categoría.

### Etapa en Preferente y estabilidad económica (2001-2011)
Durante esta etapa el club se centró en solucionar la deuda que se arrastraba de años atrás, teniendo que conformarse con la permanencia en la Categoría Preferente, en muchas ocasiones con el agua al cuello, como en la temporada 2005/06 salvando la categoría en la última jornada. El club tras mucho años, logró solventar todos sus problemas económicos antes de su centenario que sería en el año 2012.

### Centenario y Ascenso frustrado (2012-2020)
Durante el año 2012 el club ha celebrado su centenario, con algunos actos entre los que se destacan: el Pregón del Centenario, la presentación del Escudo y la Bandera del Centenario, un acto de reconocimiento a presidentes, entrenadores y jugadores del club en diferentes épocas, charlas a cargo de distintas personalidades del mundo del fútbol, programas de radio, un partido entre la U.D. Icodense y el Club Deportivo Tenerife y, finalmente, la presentación del libro: "100 años de fútbol en Icod de los Vinos", escrito por Juan Tomás León Herrera y Juan Alfredo Domínguez Polegre. Este libro recoge información de la U.D. Icodense desde el momento de su fundación en 1912 con el nombre de Icod Sporting Club, además de otros muchos equipos que existieron en la ciudad.
El Ayuntamiento de Icod de los Vinos, también se sumó a los actos del Centenario del club, otorgándole la Medalla de Oro de la Ciudad, en reconocimiento a la labor deportiva y social desarrollada durante su existencia.
El club, durante su larga travesía en  la Interinsular Preferente de Tenerife, logró clasificarse en la temporada 2016-17 para disputar el Play-Off de ascenso a Tercera División, pero no pudo superar a Los Llanos de Aridane. Por segunda ocasión consecutiva disputaría el Play-Off de ascenso en la temporada 2017/18, superando al Atlético Paso en la primera ronda y disputando  la final ante el Unión Viera, siendo el equipo grancanario el vencedor de la eliminatoria y, por consiguiente, el que logró el ascenso a Tercera División, registrando el Estadio El Molino, uno de los partidos con más aficionados que se recuerdan en el Estadio de Icod en los últimos años, con una entrada de aproximadamente 3000 espectadores en el estadio.

### Pandemia y Descenso a Primera regional 2020-2024)
El club se vio, al igual que todo el fútbol, afectado por la Pandemia de COVID-19, quedando en la temporada 2020-21 último clasificado del grupo 2 de Preferente. Sin embargo, no perdería la categoría ya que la temporada no se logró terminar y se anularon los descensos, descenso que no conseguiría evitar en la temporada 2023-24. Tras una mala temporada, el equipo de la Ciudad del Drago descendería a la Primera Interinsular de Tenerife, cuarenta y tres años después de abandonar esa categoría, en la temporada 2024/25 el equipo pelearía por volver a la categoría preferente manteniendo casi en su totalidad el bloque que descendió de preferente, quedando en 2ª posición en liga, sin embargo se quedarían a las puertas de volver tras perder la final del playoff de ascenso ante el CD Victoria de la isla de La Palma en el molino en la tanda de penaltis .

## Estadio
El Estadio El Molino, situado en la Ciudad de Icod de los Vinos (Tenerife), fue inaugurado oficialmente el 29 de mayo de 1930, aunque los primeros partidos disputados en ese recinto datan de finales de 1929.
El C.D. Tenerife y el Real Hespérides de La Laguna, fueron los equipos que jugaron el encuentro de inauguración, venciendo los capitalinos por el resultado de 4-0, con goles logrados por Walls, Torres, Lolo y Rancel.
El día 3 de octubre de 1928 se constituye la Sociedad Deportes de Icod, S.A. con un capital de 30.000 pesetas de la época. Este capital se dividió en mil acciones de treinta pesetas cada una. El primer presidente, además de impulsor y máximo accionista, fue Quintín Antonino Pérez Díaz, conocido empresario icodense.
Esta sociedad se constituye con la única finalidad de comprar un terreno y construir un campo de fútbol para solucionar el problema existente en Icod de los Vinos, al disputarse los partidos, hasta entonces, en terrenos y huertas que no reunían las condiciones necesarias y reglamentarias  para ello.
La Sociedad Deportes de Icod, S.A., compra a Carlos Fleitas Hernández un trozo de terreno segregado de la finca “El Molino”, lugar en el que se construyó el campo de fútbol de tierra que lleva este nombre. 
En su origen las gradas estaban hechas de piedra y sólo abarcaban la mitad del estadio, permaneciendo de esa manera hasta principios de la década de 1960.
En ese momento se cerró completamente el recinto, pasando a tener sus gradas un revestimiento de cemento, al mismo tiempo que se construyeron los vestuarios en su grada norte.
Destaca de esa época también, la construcción de un pequeño quiosco a la entrada del recinto que fue demolido casi cuarenta años después, en una renovación posterior del estadio.
El Estadio El Molino pasaría a ser propiedad municipal en el verano del año 1962, por cesión de la anterior propietaria, la Sociedad Deportes de Icod, S.A., a través de expediente de dominio seguido en el Juzgado de Icod de los Vinos, en el que se dictó auto de fecha 3 de julio de ese año. En ese momento el Ayuntamiento de Icod de los Vinos era el máximo accionista de la Sociedad.
A principios de la década de 1980, se produce el derribo de parte de la grada sur para su reconstrucción y ubicación de una zona de oficinas y salas para servicios bajo esa grada. La inauguración de esas nuevas instalaciones tuvo lugar el día 3 de octubre de 1985. Ese mismo día se inauguró también el nuevo alumbrado para sustituir el anterior que se había instalado varias décadas antes. 
A principios del siglo XXI, el estadio vuelve a renovar sus instalaciones dentro del programa “Fútbol en Verde”,  promovido por el Cabildo de Tenerife con la colaboración de Cajacanarias.
El día 19 de diciembre de 2001, tuvo lugar la inauguración de las obras de transformación del estadio, con la instalación de césped artificial, reforma de los vestuarios y mejora del sistema de alumbrado. En el partido de inauguración de las nuevas obras, participaron la U.D. Icodense (Categoría Preferente) y el C.D. Tenerife “B” (Tercera División)
En el año 2016 se procede a la demolición de los vestuarios del estadio, para su posterior reconstrucción, debido a la aparición de aluminosis en su estructura.
Durante la temporada 2017-18 se procedió a la instalación de una visera en la grada sur, que sirve como protección del sol y la lluvia.
El Estadio cuenta con una capacidad para albergar unas 4.000 personas aproximadamente.
Estadio Municipal El Molino

## Uniforme
- Local: camiseta roja, pantalón azul y media azules.
- Visitante: el uniforme visitante es completamente blanco.

## Todas las temporadas

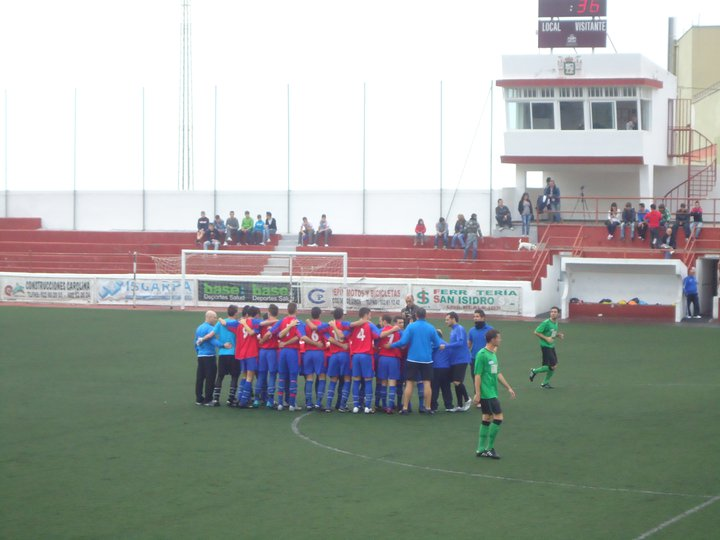
La UD Icodense posa en su estadio antes del partido que le enfrentó al Club Deportivo Atlético Paso en la temporada 2010/11 y que finalizó con victoria 3-2 para los rojillos.

| Temporada | División    | Posición    | Copa del Rey |
| --------- | ----------- | ----------- | ------------ |
| 1940/41   | 3.ªRegional | 2.º         |              |
| 1941/42   | 2.ªRegional | 5.º         |              |
| 1942/43   | 2.ªRegional | 7.º         |              |
| 1943/44   | No Compitió | No Compitió |              |
| 1944/45   | No Compitió | No Compitió |              |
| 1945/46   | No Compitió | No Compitió |              |
| 1946/47   | No Compitió | No Compitió |              |
| 1947/48   | No Compitió | No Compitió |              |
| 1948/49   | No Compitió | No Compitió |              |
| 1949/50   | 2.ªRegional | 2.º         |              |
| 1950/51   | 2.ªRegional | 3.º         |              |
| 1951/52   | 2.ªRegional | 2.º         |              |
| 1952/53   | 2.ªRegional | 2.º         |              |
| 1953/54   | 1.ªRegional | 9.º         |              |
| 1954/55   | 1.ªRegional | 6°          |              |
| 1955/56   | No Compitió | No Compitió |              |
| 1956/57   | No Compitió | No Compitió |              |
| 1957/58   | No Compitió | No Compitió |              |
| 1958/59   | 2.ªRegional | 3.º         |              |
| 1959/60   | 2.ªRegional | 3.º         |              |
| 1960/61   | 2.ªRegional | 3.º         |              |
| 1961/62   | 2.ªRegional | 1º          |              |
| 1962/63   | 1.ªRegional | 6.º         |              |
| 1963/64   | 1.ªRegional | 3.º         |              |
| 1964/65   | 1.ªRegional | 5.º         |              |
| 1965/66   | 1.ªRegional | 16.º        |              |
| 1966/67   | 2.ªRegional | 4.º         |              |
| 1967/68   | 2.ªRegional | 1º          |              |
| 1968/69   | 1.ªRegional | 9.º         |              |
| 1969/70   | 1.ªRegional | 8.º         |              |
| 1970/71   | 1.ªRegional | 3.º         |              |
| 1971/72   | 1.ªRegional | 12.º        |              |
| 1972/73   | 2.ªRegional | 5.º         |              |
| 1973/74   | 2.ªRegional | 11.º        |              |
| 1974/75   | 2.ªRegional | 6.º         |              |
| 1975/76   | 2.ªRegional | 2.º         |              |
| 1976/77   | 2.ªRegional | 1º          |              |
| 1977/78   | 1.ªRegional | 10.º        |              |
| 1978/79   | 2.ªRegional | 2.º         |              |
| 1979/80   | 2.ªRegional | 2.º         |              |
| 1980/81   | 1.ªRegional | 2.º         |              |
| 1981/82   | Preferente  | 4.º         |              |
| 1982/83   | Preferente  | 1º          |              |
| 1983/84   | 3.ªDivisión | 6.º         |              |
| 1984/85   | 3.ªDivisión | 12.º        |              |
| 1985/86   | 3.ªDivisión | 11.º        |              |
| 1986/87   | 3.ªDivisión | 14.º        |              |
| 1987/88   | 3.ªDivisión | 13.º        |              |
| 1988/89   | 3.ªDivisión | 12.º        |              |
| 1989/90   | 3.ªDivisión | 19.º        |              |
| 1990/91   | Preferente  | 1º          |              |
| 1991/92   | 3.ªDivisión | 18.º        |              |
| 1992/93   | Preferente  | 3.º         |              |
| 1993/94   | 3.ªDivisión | 15.º        |              |
| 1994/95   | 3.ªDivisión | 16.º        |              |
| 1995/96   | 3.ªDivisión | 19.º        |              |
| 1996/97   | Preferente  | 10.º        |              |
| 1997/98   | Preferente  | 2.º         |              |
| 1998/99   | Preferente  | 1º          |              |
| 1999/00   | 3.ªDivisión | 19.º        |              |

| Temporada | División    | Posición | Copa del Rey |
| --------- | ----------- | -------- | ------------ |
| 2000/01   | Preferente  | 4.º      |              |
| 2001/02   | Preferente  | 7.º      |              |
| 2002/03   | Preferente  | 13.º     |              |
| 2003/04   | Preferente  | 15.º     |              |
| 2004/05   | Preferente  | 8.º      |              |
| 2005/06   | Preferente  | 16.º     |              |
| 2006/07   | Preferente  | 10.º     |              |
| 2007/08   | Preferente  | 5.º      |              |
| 2008/09   | Preferente  | 15.º     |              |
| 2009/10   | Preferente  | 15.º     |              |
| 2010/11   | Preferente  | 10.º     |              |
| 2011/12   | Preferente  | 7.º      |              |
| 2012/13   | Preferente  | 15.º     |              |
| 2013/14   | Preferente  | 12.º     |              |
| 2014/15   | Preferente  | 14.º     |              |
| 2015/16   | Preferente  | 9.º      |              |
| 2016/17   | Preferente  | 2.º      |              |
| 2017/18   | Preferente  | 2.º      |              |
| 2018/19   | Preferente  | 6.º      |              |
| 2019/20   | Preferente  | 4.º      |              |
| 2020/21   | Preferente  | 14°      |              |
| 2021/22   | Preferente  | 5°       |              |
| 2022/23   | Preferente  | 9°       |              |
| 2023/24   | Preferente  | 11°      |              |
| 2024/25   | 1.ªRegional | 2°       |              |
| 2025/26   | 1.ªRegional | -        |              |

### Datos del Club
- Temporadas en 3ªDivisión: 12
- Temporadas en Preferente: 31
- Temporadas en 1ªRegional: 13
- Temporadas en 2ªRegional: 19
- Temporadas en 3ªRegional: 1

### Palmarés
- Preferente de Tenerife (3): 1982/83, 1990/91 y 1998/99.
- Copa Heliodoro Rodríguez López (1): 1980/81.[2]
- Subcampeón Copa Heliodoro Rodríguez López (2): 1982/83 y 2017/18
- Segunda Categoría de Tenerife (3): 1961/62, 1967/68 y 1976/77.
- Copa Federación Segunda Categoría (1): 1979/80.
- Segunda Categoría Campeonato de Canarias (1): 1976/77.

### Premios y reconocimientos
- Medalla de Oro de la Ciudad de Icod de los Vinos: 2012.